# Manuel Ahumada Lillo

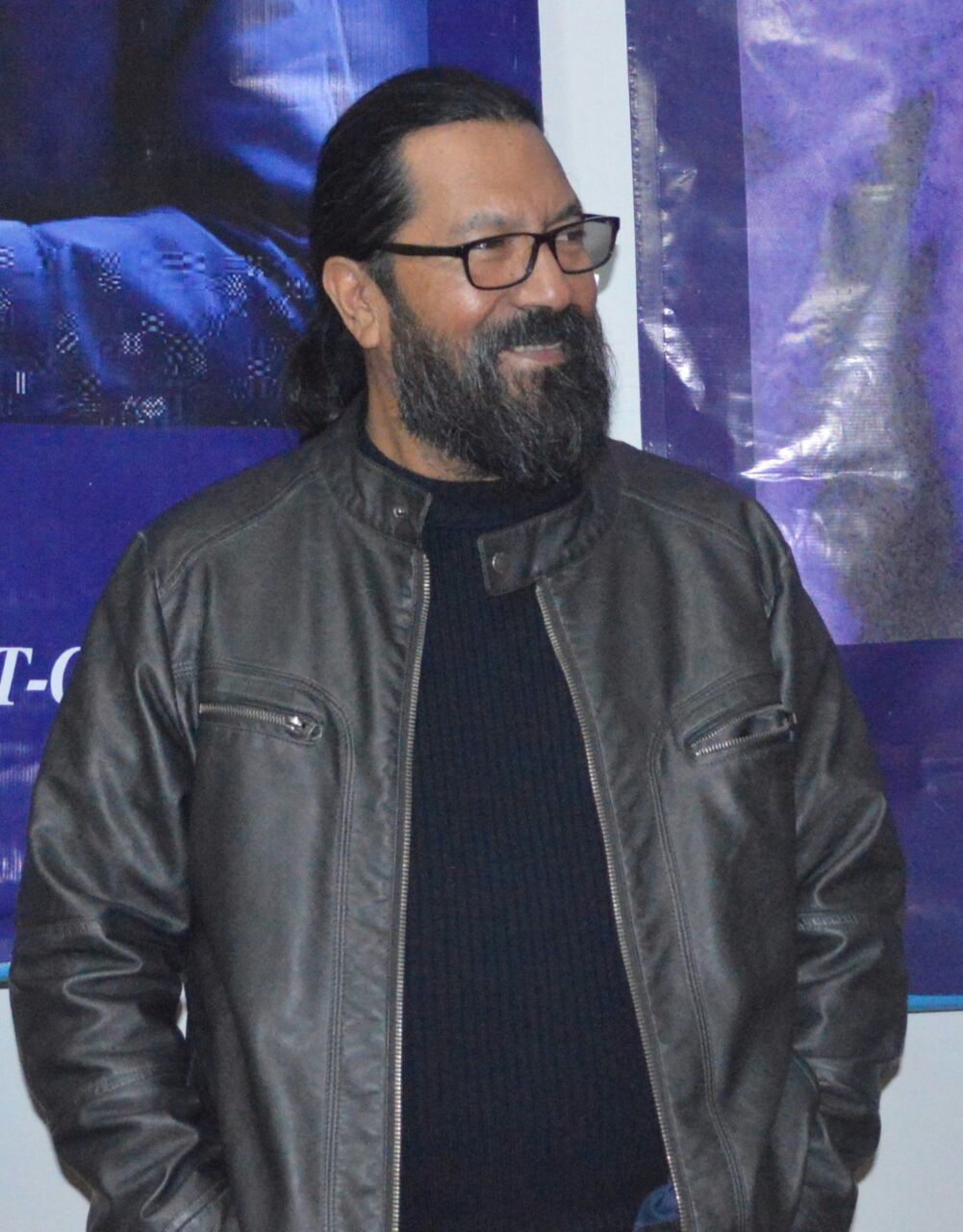
Manuel Ahumada Lillo, Presidente de la Confederación General de Trabajadores, Chile.

Manuel Humberto Ahumada Lillo (San Bernardo, Región Metropolitana, 8 de abril de 1956) es un dirigente sindical chileno, actual presidente de la Confederación General de Trabajadores y candidato a alcalde por la comuna de San Bernardo.
Hijo, nieto y sobrino de trabajadores ferroviarios. Hijo de Víctor Manuel y Ana, tiene 6 hermanos y 2 hijas. Toda su familia reside en Montreal, Canadá desde 1984. Su abuelo materno Benjamín Lillo Vicencio tiene una calle con su nombre en la Villa Maestranza en reconocimiento al trabajo social de toda una vida.

## Trabajo Sindical
Comienza su vida laboral en febrero de 1975 en el Hotel Tupahue de Santiago. Entre 1981 y 1983 es socio y luego dirigente del Sindicato Gastronómico de Santiago. 
Entre 1984 y 1985, trabaja como cajero, es socio fundador y presidente del sindicato del Bowling Apoquindo.
En octubre de 1985 es electo por primera vez dirigente nacional de la Confederación de Trabajadores Gastronómicos y Hoteleros (CTGACH) ocupando a lo largo de los años distintas responsabilidades en ésta y su continuadora la COTIACH, como encargado juvenil, encargado de organización, encargado de deportes y cultura, encargado de propaganda, tesorero y secretario general.
Bajo estas funciones, recorre junto a otros dirigentes diversas comunas y ciudades entregando asesoría y apoyo sindical y social. Ha participado activamente en la constitución de más de 200 sindicatos y ha apoyado la formación de decenas de grupos de trabajadores. Ha sido uno más de los participantes de cientos de huelgas en distintas ciudades del país representando a su organización.
Desde 1989 a 1995 preside la confederación CTGACH y desde 1995 a 2004 asume la presidencia de la COTIACH (continuadora de la CTGACH). Entre 1997 y 2004 es el Coordinador del Movimiento Sindical por los Cambios y finalmente en el congreso de octubre de 2004 el directorio de la CGT (Confederación General de Trabajadores) lo designa como presidente.
En las elecciones universales de la CGT en 2009 obtiene la primera mayoría y es ratificado como presidente de la organización hasta el año 2012, ocasión en que nuevamente en elecciones universales obtiene primera mayoría y es ratificado en la presidencia de su organización hasta el año 2015. Finalmente y en un nuevo proceso electoral es ratificado como presidente hasta 2018.
Actualmente es tesorero del Sindicato Interempresas de Trabajadores Gastronómicos, Hoteleros y del Turismo 'SIGHTUR).
Ha participado en foros, debates y conferencias invitado por los trabajadores de Uruguay, Brasil, México, Venezuela, Unión Soviética, Francia y Alemania. Participó de los Congresos de la Federación Sindical Mundial en Moscú (URSS) y Damasco (Siria), llegando a ser miembro del consejo general de esta entidad.

## Obras
A partir de su experiencia siendo detenido en Cerro Chena en dictadura y su labor en el movimiento sindicial, ha escrito varios títulos respecto a derechos humanos, sindicalismo, entre otros. 
Publicó en 2003 el libro Cerro Chena Testimonio, un campo de prisioneros, en el que relata los últimos días en cautiverio de 11 dirigentes ferroviarios, todos fusilados en ese cerro y con quienes compartió prisión. Este libro ha sido editado 3 veces, además de una edición realizada por la Universidad de Valencia en España en septiembre de 2013, ceremonia a la que fue invitado.
En diciembre de 2008 publica su segundo libro llamado Los Derechos Humanos, ¿Se respetan en Chile y en el mundo?.
En abril de 2010, publica su tercer libro Algunos Antecedentes Históricos y Elementos básicos para el Trabajo Sindical, cuya segunda edición se imprime en 2013.
El año 2012 publicó el libro Lo juramos compañeros ese día llegará, esbozo cronológico de la historia del salitre hasta Santa María de Iquique.
En el 2015 publica un libro con la historia del Sindicato N° 1 de Fundación Integra llamado Un ejemplo de unidad y organización, Sindicato # 1 Fundación Integra.
En el mismo año, publica 1° de mayo, Día Internacional de los Trabajadores, Un largo camino de organización y lucha.

## Actividades actuales
Actualmente participa de la radio La Voz de los Trabajadores y es candidato independiente a alcalde por la comuna de San Bernardo con el apoyo del Pacto Pueblo Unido.